# Мия, Фарук
Фарук Мия (англ. Farouk Miya; род. 26 ноября 1997, Було, Центральная область) — угандский футболист полузащитник клуба «Ризеспор».

## Клубная карьера
Мия — футболист из Уганды, поэтому о его обучении футболу доподлинно неизвестно ничего. В 16 лет игрок стал играть за местный клуб «Вайперс», который является одним из ведущих клубов угандийской суперлиги. Вместе с ним игрок выиграл чемпионат Уганды в 2015 году. Всего за карьеру он сыграл в команде 49 матчей и забил 20 мячей.
В январе 2016 года игрока арендовал льежский «Стандард», с правом выкупа за 400 тыс. евро. 13 марта 2016 года игрок дебютировал в Лиге Жюпиле в поединке против «Мехелена», выйдя на замену после перерыва вместо Дарвина Андраде. 22 апреля игрок забил свой первый мяч в поединке против «Мускрона».
Летом 2016 года «Стандард» активировал опцию выкупа.

## Карьера в сборной
С 2014 года Фарук вызывается в сборную Уганды. Принимал участие в квалификациях на Кубок Африканских наций 2015-го и 2017-го годов. Дебют состоялся 18 июня 2014 года в одном из отборочных матчей с командой Мавритании. Также принимает участие в отборочных поединках к чемпионату мира 2018. В поединках второго раунда против Того был главным действующим лицом, забил 3 из 4 мячей.

## Достижения
«Вайперс»
- Чемпионат Уганды по футболу — 2015/2016

«Стандард»
- Кубок Бельгии по футболу — 2015/2016